# Степанников, Фёдор Иванович
Фёдор Иванович Степанников (1910—1985) — ефрейтор Рабоче-крестьянской Красной Армии, участник Великой Отечественной войны, Герой Советского Союза (1943).

## Биография
Фёдор Степанников родился 24 ноября 1910 года в деревне Одоевцево (ныне — Спасский район Рязанской области). После окончания четырёх классов школы проживал и работал в Амурской области. В июле 1941 года Степанников был призван на службу в Рабоче-крестьянскую Красную Армию и направлен на фронт Великой Отечественной войны.
К сентябрю 1943 года ефрейтор Фёдор Степанников был понтонёром 9-го отдельного моторизованного понтонно-мостового батальона 60-й армии Центрального фронта. Отличился во время битвы за Днепр. 25-29 сентября 1943 года Степанников на понтоне под массированным вражеским огнём переправлял части дивизии на плацдарм на западном берегу Днепра в районе села Окуниново Козелецкого района Черниговской области Украинской ССР, прикрывал огнём своего автомата их высадку.
Указом Президиума Верховного Совета СССР от 17 октября 1943 года за «мужество и героизм, проявленные при форсировании Днепра» ефрейтор Фёдор Степанников был удостоен высокого звания Героя Советского Союза с вручением ордена Ленина и медали «Золотая Звезда» за номером 3034.
В 1945 году, в ходе Варшавско-Познанской операции — составной части Висло-Одерской наступательной операции, Степанников был тяжело ранен и лишился левой руки, после чего был демобилизован по инвалидности. С марта 1948 года проживал и работал в посёлке Мальцево Озёрского района Калининградской области. Умер 9 августа 1985 года, похоронен в Мальцево.
Был также награждён орденами Отечественной войны 1-й степени и Красной Звезды, рядом медалей.